# Shai Maimon
Shai Maimon (en hebreo: שי מימון‎) (n. Haifa el 18 de marzo de 1986) es un futbolista Israeli del Maccabi Ahi Nazareth.
A los pocos días de pasarse al Herzliya le dieron un puesto en el primer equipo del club, e hizo un gran papel en la Eurocopa Sub-21 de 2007 para la Selección de su país cuando les ganaron un partido a Francia.

## Selección nacional
Ha sido internacional con la Selección de fútbol de Israel, ha jugado 3 partidos internacionales.

## Clubes
| Club                 | País   | Año       |
| -------------------- | ------ | --------- |
| Maccabi Haifa FC     | Israel | 2003-2006 |
| Maccabi Herzliya     | Israel | 2006-2007 |
| Maccabi Haifa FC     | Israel | 2007-2009 |
| FC Ashdod            | Israel | 2009      |
| Maccabi Haifa FC     | Israel | 2009-2011 |
| Maccabi Petah-Tikvah | Israel | 2011-2012 |
| FC Ashdod            | Israel | 2013-2014 |
| Maccabi Ahi Nazareth | Israel | 2014-     |